# Diretor de conhecimento
Chief Knowledge Officer (CKO) ou diretor de conhecimento, também chamado de Chief Learning Officer (CLO), é quem administra o capital intelectual da empresa, reúne e gerencia todo o conhecimento da organização. Entende tanto de tecnologia e processos quanto de pessoas. É um sujeito-chave, por exemplo, nas consultorias.